# Tomasz Kubalica
Tomasz Kubalica – polski filozof i etyk, dr hab. nauk humanistycznych, profesor Uniwersytetu Ślaskiego zatrudniony w Instytucie Filozofii Wydziału Humanistycznego Uniwersytetu Śląskiego w Katowicach.

## Życiorys
W 2001 ukończył studia filozoficzne na Uniwersytecie Śląskim w Katowicach, 22 czerwca 2006 obronił pracę doktorską  Die Wahrheitstheorie der Badischen Schule des Neukantianismus na Uniwersytecie Jagiellońskim w Krakowie, 16 czerwca 2015 habilitował się na podstawie pracy zatytułowanej Problem metafizyki w neokantyzmie Johanessa Volkelta.
w latach 2008-2019 adiunkt w Instytucie Filozofii na Wydziale Humanistycznym Uniwersytetu Śląskiego w Katowicach. Od 2019 profesor Uniwersytetu Śląskiego.